# Netz (Geodäsie)

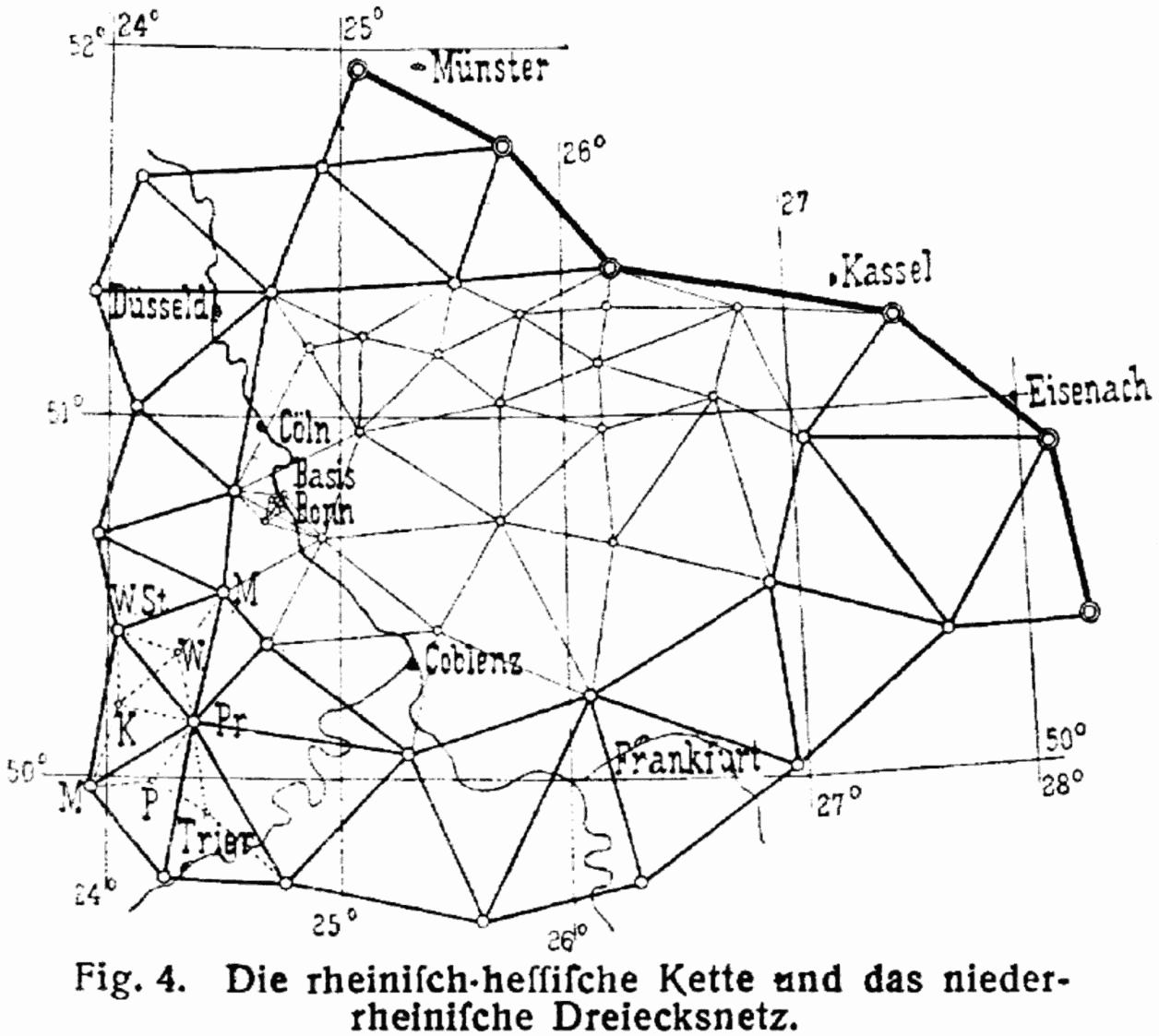
Vermessungsnetz

In der Geodäsie versteht man unter einem Vermessungsnetz (meist nur Netz genannt) eine Anordnung von Vermessungspunkten, die durch Beobachtungen (Messungen) „netzartig“ miteinander verbunden sind. Netze können beispielsweise
- das Gebiet eines oder mehrere Länder abdecken (siehe Landesvermessung),
- als Satellitentriangulation für Zwecke der Erdmessung bzw. als Bezugsrahmen der Landesvermessung ganze Kontinente überspannen oder zur Bestimmung der genauen Erdfigur dienen
- lokal für ein bestimmtes Arbeitsgebiet (Bauprojekt, Stadtplanung, größere Ausgrabungsstätte) eingerichtet werden.

Die Punkte bilden als Festpunktfeld die Grundlage für weitere Vermessungen, die an das Netz angeschlossen werden und damit in einem einheitlichen Koordinatensystem bestimmt werden. Je nachdem, ob die Lage oder Höhe der Festpunkte bestimmt wurde, spricht man von einem Lagefestpunktfeld oder Höhenfestpunktfeld.

## Allgemeines
Ein geodätisches Netz wird verwendet, um die Koordinaten von Vermessungspunkten in einem gewählten Bezugssystem zu bestimmen. Für die Bestimmung werden Beobachtungen zwischen den einzelnen Punkten des Netzes ausgeführt. Diese Beobachtungen können sein:
- Richtungen
- Distanzen
- Zenit- oder Höhenwinkel
- Höhenunterschiede
- dreidimensionale Vektoren im Raum, die aus GPS-Messungen stammen (GPS-Vektoren)

## Arten geodätischer Netze
- Triangulationsnetze: von jedem Punkt aus werden Richtungen oder Winkel zu benachbarten Punkten gemessen. Dabei werden die Messungen so geplant, dass zwischen den Punkten jeweils Dreiecke entstehen. Zur Festlegung der Größe des Netzes muss entlang zumindest einer Dreiecksseite die Länge gemessen werden, was früher mittels Basismessung erfolgte.
- Trilaterationsnetze: Von den Dreiecken, welche zwischen den Punkten des Netzes gebildet werden, werden nur die Distanzen gemessen.
- Höhennetze: Wenn von den Vermessungspunkten nur die Höhe zu bestimmen ist, ist es ausreichend, die Höhenunterschiede zu messen.
- GPS-Netze: Zwischen den Punkten werden durch GPS-Messungen die Raumvektoren (also die Koordinatenunterschiede in Richtung der x-, der y- und der z-Achse) ermittelt.
- Kombinierte Netze: zwei oder mehrere der oben angeführten Messmethoden kommen zum Einsatz.

Bis in die 1970er-Jahre wurden Triangulationsnetze bevorzugt eingesetzt, da mit dem damaligen Instrumentarium die Messung von Winkel mittels Theodolit wesentlich einfacher war als eine aufwändige Entfernungsmessung mittels Invar-Basismessung oder Messlatten etc. Durch die Weiterentwicklungen im Bereich der elektronischen Distanzmessung seit 1980 ist heute die Entfernungsmessung meist schon einfacher als die Winkelmessung. Außerdem kommen immer öfter auch GPS-Messungen zum Einsatz. Daher werden heute normalerweise geodätische Netze als kombinierte Netze angelegt.

## Berechnung
Um einerseits eine Kontrolle über die durchgeführten Messungen zu haben, andererseits auch qualitative Aussagen über das Netz und die ausgeführten Messungen machen zu können, werden die Messungen überbestimmt ausgeführt. Das heißt, es erfolgen mehr Messungen (überzählige Messungen) als zur Bestimmung der Geometrie des Netzes notwendig sind, gefolgt von einer Netzausgleichung. Die mathematische Optimierung der Netzstruktur wird Netzdesign genannt (siehe unten).

### Vereinfachtes Beispiel
Wenn man in einem Dreieck alle drei Winkel α, β, γ misst, liegt eine Überbestimmung vor.
Diese kann in folgender Bedingung ausgedrückt werden:
α + β + γ = 180°
Erhält man aus der Messung für die Winkelsumme einen Wert von 180,1° so kann man damit abschätzen,
dass die Messung schlechter ist, als wenn man eine Summe von 180,001° erhält.

### Ausgleichsrechnung und Netzdesign
Um zu einem plausiblen Ergebnis zu kommen, bringt man an den drei gemessenen Winkeln Verbesserungen an, sodass dann das Ergebnis den erwarteten Wert von 180 ergibt. Zum Beispiel, wenn die gemessene Winkel sich auf 180,1° summieren, teilt man den Schlussfehler in drei gleiche Teile auf:
αverbessert = αgemessen – 0,033°
βverbessert = βgemessen – 0,033°
γverbessert = γgemessen – 0,033°
Die Wahl der Verbesserungen erfolgt normalerweise nach der Methode der kleinsten Quadrate, wonach die Quadratsumme aller Verbesserungen möglichst klein wird. Dazu gibt es zwei Rechenmodelle:
- Bedingte Ausgleichung: Entsprechend dem oben genannten Beispiel wird für jede überzählige Messung eine Bedingungsgleichung aufgestellt:
     (α+v1) + (β+v2) + (γ+v3) = 180°
andere Bedingungen in Dreiecken können beispielsweise die Erfüllung des Sinussatzes oder des Cosinussatzes sein. Das entstehende Gleichungssystem wird für alle v so gelöst, dass zusätzlich die Minimumbedingung erfüllt ist.
- Vermittelnde Ausgleichung: Jede Messung, die gemacht wurde, wird als Funktion der gesuchten Koordinaten der Vermessungspunkte ausgedrückt.
Wenn man die (horizontale) Entfernung zwischen zwei Punkten misst, erhält man:
     s² + v1 = (x2–x1)² + (y2–y1)²
(wobei hier schon berücksichtigt ist, dass die Beobachtung wieder eine Verbesserung erhält).

Wieder erhält man ein (überbestimmtes) Gleichungssystem, wobei hier schon die gesuchten Koordinaten der Vermessungspunkte die Unbekannten sind. Für dieses kann (nach der Linearisierung) unter der Minimumsbedingung eine eindeutige Lösung gefunden werden.
Beispiel: siehe Ausgleichung nach vermittelnden Beobachtungen
Bei modernen, insbesondere großräumigen Netzen ist eine weitgehende Optimierung der Netzstruktur anzustreben. Dieses sogenannte Netzdesign bezweckt neben der größtmöglichen Genauigkeit auch die vollständige Kontrollierbarkeit (Verlässlichkeit) der Messungen und ist eine anspruchsvolle Aufgabe der Mathematischen Geodäsie.
Diesbezügliche Methoden wurden unter anderem von den Geodäten Erik Grafarend und Fernando Sansò entwickelt und basieren teilweise auf mehrdimensionalen Konzepten der geometrischen Stochastik.

## Lagerung und Bezugssysteme
In geodätischen Netzen werden normalerweise nur relative Größen gemessen, das heißt Größen, die sich auf den Unterschied zwischen zwei oder drei Punkten beziehen (Winkel, Entfernungen, Raumvektoren). Damit ist die innere Geometrie des Netzes festgelegt. Aber damit ist noch nicht definiert, wo das Netz im Koordinatensystem gelagert wird.
Beispiel: Gemessen sei die Distanz s = 35 m zwischen zwei Vermessungspunkten.
Damit ist festgelegt, dass die beiden Punkte 35 m voneinander entfernt sein müssen.
Das kann nun bedeuten:
Punkt 1 hat die Koordinaten x=100 und y=100
Punkt 2 hat die Koordinaten x=100 und y=135
oder:
Punkt 1 hat die Koordinaten x=317 und y=412
Punkt 2 hat die Koordinaten x=282 und y=412
oder …
Um diesen Datumsdefekt zu eliminieren, der bei vermittelnder Berechnung ein Gleichungssystem mit einem Rangdefekt bedeutet, müssen zusätzliche Bedingungen für die Lagerung im Raum oder auf der Erdoberfläche angegeben werden:
- Definieren eines Nullpunktes und einer bevorzugten Richtung: für einen möglichst zentral gelegenen Punkt des Netzes werden willkürlich Koordinaten und das Azimut zu einem Nachbarpunkt vorgegeben.
- Astrogeodätisch gelagertes Netz: Am Nullpunkt (Fundamentalpunkt) wird die genaue Lotrichtung im Sternkoordinatensystem ermittelt (aus Sternmessungen) und als geografische Breite und Länge auf das Erdellipsoid oder ein regionales Referenzellipsoid übernommen. Damit ist im Netzzentrum die auf anderen Punkten existierende Lotabweichung auf Null gesetzt. Die Höhenlage des Netzes ergibt sich aus dessen Meereshöhe (d. h. die Geoidhöhe wird als Null angenommen), der Netzmaßstab aus einer oder mehreren gemessenen Punktdistanzen.
- Astrogeodätische Netzausgleichung: Die Messungen zwischen den Netzpunkten werden um die Auswirkung der Lotabweichung reduziert (was im Gebirge bis zu 30 Zentimeter pro km ausmacht) und in einem späteren Schritt eine flächendeckende Geoidbestimmung durchgeführt. Eine durchschnittliche Geoidhöhe von z. B. 30 m ändert zwar den Netzmaßstab um etwa 5 Millionstel (5 mm pro km), erlaubt aber spätere Vergleiche mit einem Weltnetz bzw. mit der Landesvermessung benachbarter Staaten.
  - Eine solche Mittel- und Westeuropa umfassende Netzberechnung ist z. B. das ED50 und sein Nachfolger ED79 (Fundamentalpunkt München). Auf den Erdschwerpunkt beziehen sich hingegen einige moderne Berechnungen des ETRF, weltweit hingegen des ITRF.
  - Die für höhere Genauigkeiten nötige Geoidbestimmung kann durch astronomisches Nivellement erfolgen (Astrogeoid), durch terrestrische Gravimetrie bzw. Satelliten-Gradiometrie bzw. (über den Ozeanen) mittels Satellitenaltimetrie.
- Einbeziehung von schon bestehenden Vermessungspunkten in das Netz (Punkteinschaltung) und Verwendung der Koordinaten dieser bekannten Punkte.
- Freie Ausgleichung: Zunächst wird das Netz – so wie es gemessen wurde – ausgeglichen (wobei der Rangdefekt ignoriert wird) und dann wird es mit Hilfe von Passpunkten auf schon bestehende Vermessungspunkte auftransformiert.
- Satelliten-Weltnetz: Mit Methoden der Satellitengeodäsie (Kombination aus SLR, GPS und eventuell VLBI) wird ein Netz mit langen Dreiecksseiten aufgebaut, in das später regionale Netze eingebunden werden können (Anfelderung bzw. Netzeinschaltung). Statt eines regionalen Referenzellipsoids muss aber das mittlere Erdellipsoid die Berechnungsgrundlage sein – was eine interkontinentale Kooperation voraussetzt.
  - Solche Messungen und Netzausgleichungen werden seit den 1990er Jahren regelmäßig durchgeführt, wobei für die Datenorganisation internationale Fachkommissionen der IUGG zuständig sind (für GPS z. B. der IGS-Dienst und für Radio-VLBI das IVS). Die jährlich ermittelten Koordinaten einiger hundert Netzpunkte definieren das globale Netz des ITRF, das auch Zwecken der Geodynamik dient.

## Bedeutung und Geschichte von Vermessungsnetzen
Flächenhafte Vermessungsnetze muss es bereits im Alten Ägypten gegeben haben, um die Grundstücksgrenzen nach der jährlichen Nilüberschwemmung wiederherzustellen und um die Pyramiden zu bauen. In der griechischen Antike beschränkte sich die Ortsbestimmung hingegen großteils auf astronomische Breitenbestimmung und auf vereinzelte Daten aus der Schiffs-Navigation.
Im Mittelalter wurden die Mess- und Berechnungsmethoden zwar in Arabien weiterentwickelt, doch entstanden großmaschige Vermessungsnetze erst im Zuge der nautischen Portolankarten (Küsten- und Seekarten). Um 1610 entwickelte der holländische Astronom Willebrord van Roijen Snell (Snellius) die mathematischen Grundlagen der Triangulierung.
Jean Picard gilt als einer der Begründer der Geodäsie. Er führte die ersten Triangulationen über große Distanzen mit Fernrohren durch. Die Familie Cassini triangulierten im 18. Jahrhundert ein ganz Frankreich umfassendes Netz und erstellten auf dieser Grundlage die Carte de Cassini.
Im Laufe des 18. Jahrhunderts ging die vermessungstechnische Führung auf Deutschland und Österreich-Ungarn über. Zu Beginn des 19. Jahrhunderts entwickelten Gauß, Liesganig und andere die Theorie der Landesvermessung und es wurden Triangulationsnetze über weite Landstriche aufgespannt. Dabei wurden zwischen markanten, bis zu 50 km entfernten Punkten (auf Kuppen, Berggipfeln etc.) Winkelmessungen durchgeführt, während sich die Streckenmessung auf wenige „Basislinien“ beschränken musste. Die Lagerung der Netze erfolgte zunächst in regionalen Fundamentalpunkten, später in bundesländerübergreifenden Projekten (in Deutschland Potsdam, in Österreich der Hermannskogel bei Wien). Zur Festlegung des Netzmaßstabes wurden etwa alle 200–300 km Entfernungsmessungen durchgeführt (zum Beispiel die „Wienerneustädter Basis“ bei Wiener Neustadt in der Ebene des südlichen Wiener Beckens oder bei Josefstadt in Böhmen.)
Ausgehend von den so geschaffenen Triangulierungspunkten des Netzes erster Ordnung (TP) wurden später lokale „Netzverdichtungen“ durchgeführt. Dazu etablierte der „Geometer“ bzw. „Ingenieurtopograf“ im lokalen Bereich (z. B. einer Gemeinde) ein geodätisches Netz, das unter Einbeziehung der schon berechneten TP 1. Ordnung gemessen und berechnet wurde. Dadurch entstanden weitere Triangulierungspunkte von untergeordneter Hierarchie (Netz 2. bis 4. oder 5. Ordnung), die bereits einen engen Raster von Festpunkten alle 1 bis 3 km bildeten. Ab den 1950er Jahren wurde dem zunehmenden Bedarf durch sog. Einschaltpunkte Rechnung getragen, die am Land dichter als 1 km lagen, in den Städten sogar bis herab zu 200–300 Meter.
Anfang der 1970er Jahre wurde mit dem Weltnetz der Satellitentriangulation eine bis dahin unerreichte Auflösung (± 4 m an den Bodenstationen) erreicht. In den 1990er Jahren wurden viele dieser Festpunkte durch ein GPS-Netz neu vermessen, wodurch sich die großräumige Netzgenauigkeiten auf wenige Zentimeter steigern ließen.
Heute ist die Vermessung eines geodätischen Netzes zur Bestimmung der Punkte in allen Bereichen ein Standardverfahren. Es wird in der Ingenieurgeodäsie genauso eingesetzt wie in der Katastervermessung zur Teilung von Flurstücken. Das ist einerseits zurückzuführen auf die weitgehende Verwendung elektronischer Messgeräte (Theodolit, elektronische Distanzmessung) als auch auf die Verbreitung von Software zur Berechnung eines vermittelnden Ausgleichs.